# Angela Lansbury
Angela Brigid Lansbury (Londen, 16 oktober 1925 – Los Angeles, 11 oktober 2022) was een Amerikaans actrice van Britse afkomst. Haar acteercarrière in Hollywood overbrugde een periode van meer dan 70 jaar. Ze werd wereldberoemd met haar rol van Jessica Fletcher in de Amerikaanse detectiveserie Murder, She Wrote.

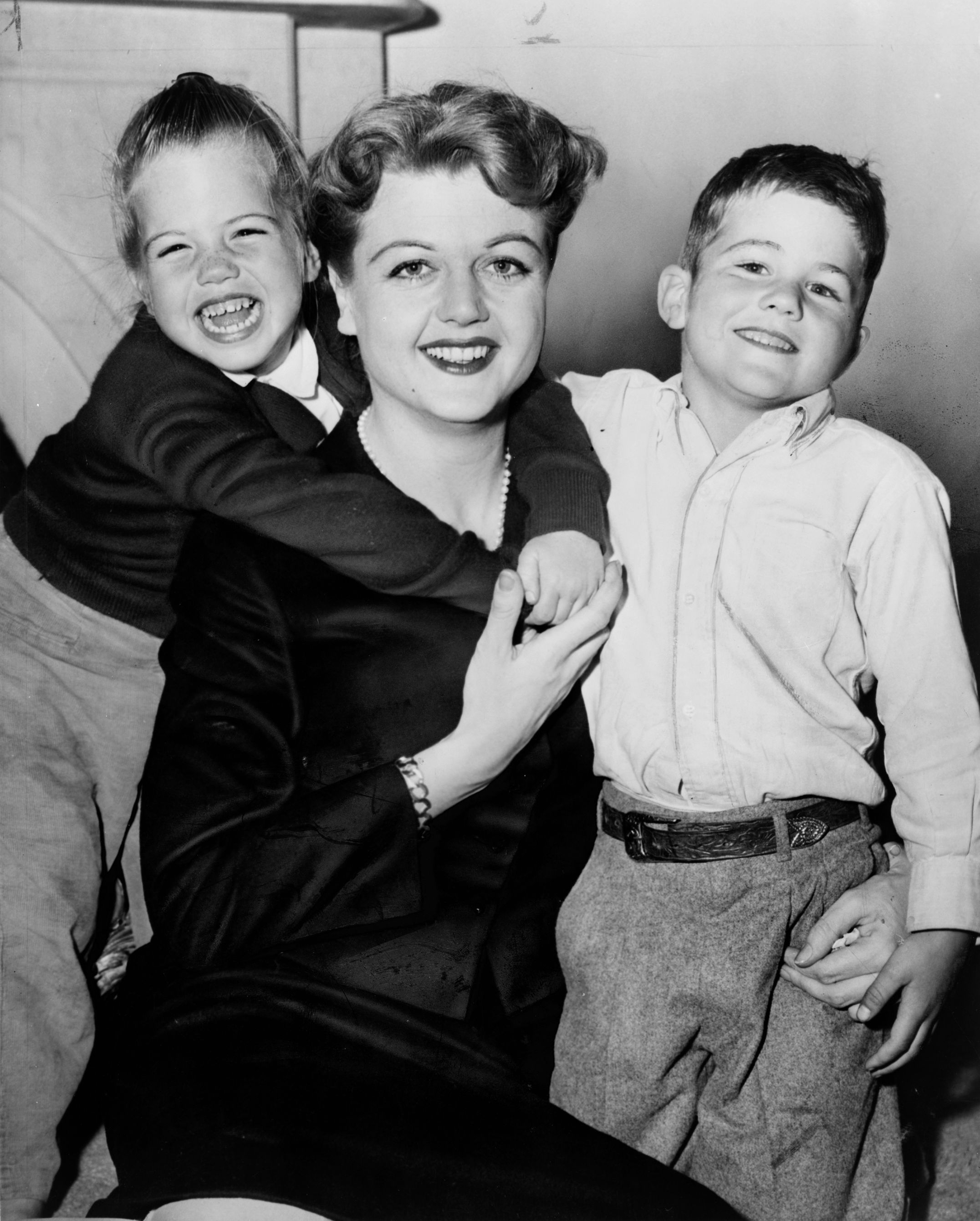
Angela Lansbury met haar twee kinderen (1957)

## Biografie
Angela Lansbury was de dochter van de in Belfast geboren actrice Moyna MacGill en de kleindochter van de Labourpoliticus George Lansbury. Haar vader Edgar Lansbury overleed in 1934 aan de gevolgen van maagkanker toen Angela negen jaar oud was. Toen de Tweede Wereldoorlog begon, emigreerde ze op veertienjarige leeftijd met haar moeder naar de Verenigde Staten, waar zij in 1951 tot Amerikaanse werd genaturaliseerd. Als jonge actrice in Los Angeles verdiende ze bij met werk in een warenhuis. 
Lansbury was kort getrouwd (1945-1946) met de vijftien jaar oudere Amerikaanse acteur Richard Cromwell. In 1948 trouwde zij met de zakenman van Ierse afkomst Peter Shaw, een voormalige vriend van actrice Joan Crawford. Shaw heeft een grote rol gespeeld als manager van haar carrière. Hun huwelijk duurde tot het overlijden van Shaw in 2003. Samen hadden ze een zoon, een dochter en een stiefzoon en woonden ze in Brentwood, Californië. Tijdens vakanties ging ze naar haar huis in County Cork, Ierland.
Lansbury had van jongs af aan veel kennissen in de lgbt-gemeenschap waardoor ze tot haar eigen vreugde uitgroeide tot een waar gay-icoon.
Lansbury overleed op 11 oktober 2022, vijf dagen voor haar 97e verjaardag.

## Carrière
Lansbury begon op jonge leeftijd met zang- en acteerlessen te volgen, wat ze bleef doen na haar verhuizing naar de Verenigde Staten. Dankzij haar moeders contacten in Hollywood tekende ze een contract bij MGM.
Lansbury maakte gebruik van Mid-Atlantic Engels, een kunstmatig accent dat is ontstaan in het Hollywood van de jaren dertig, als fusie tussen Amerikaans Engels en de Britse Received Pronunciation.
In 1944 maakte Lansbury haar filmdebuut, waarvoor zij meteen een Oscarnominatie ontving, als de brutale meid in de film Gaslight met Ingrid Bergman en Charles Boyer. Dit werd direct gevolgd door nog een Oscarnominatie voor haar rol als Sibyl Vane in een verfilming van Het portret van Dorian Gray (The Picture of Dorian Gray, 1945) van Oscar Wilde.
In 1961 speelde Lansbury in de commercieel zeer succesvolle film Blue Hawaii. Hoewel ze slechts tien jaar ouder was, speelde ze de moeder van het personage gespeeld door hoofdrolspeler Elvis Presley. Lansbury speelde in The Manchurian Candidate (1962) de kille, meedogenloze moeder van een veteraan die een door communisten gehersenspoelde moordenaar is. Zij kreeg veel lof voor haar koude rillingen veroorzakende optreden, uitmondend in een derde Oscarnominatie. In de film werd haar zoon gespeeld door Laurence Harvey die slechts drie jaar jonger was dan Lansbury. Zelf zei Lansbury in een interview met CNN dat dit boosaardig personage in 'The Manchurian Candidate' haar favoriete rol was.
Zij speelde Miss Marple in The Mirror Crack'd (1980) naar het boek van Agatha Christie. Daarna ging zij stemmen inspreken bij animatiefilms zoals The Last Unicorn (1982), de zingende theepot in Belle en het Beest (Disney, 1991) en Anastasia (1997). In Belle en het Beest zingt ze het themalied Tale as old as time (Tijdenlang verhaald).
Op Broadway had Lansbury succes met onder anderen de musicals Anyone Can Whistle, Mame (1966), Dear World (1969) en Gypsy (1974). Ze speelde ook Mrs. Lovett in Stephen Sondheims beroemde musical Sweeney Todd (1979). Voor al deze musicals kreeg ze een Tony Award. In 2022 ontving Lansbury een ere-Tony voor haar gehele toneelcarrière.
Haar grootste bekendheid kreeg Lansbury als misdaadromanschrijfster Jessica Fletcher in een van de langstlopende detectiveseries in de Amerikaanse televisiegeschiedenis, Murder, She Wrote (1984-1996). Na enkele seizoenen werd ze ook producer van de reeks dat haar een van destijds best betaalde actrices maakte en haar het record leverde op de meeste Emmy-nominaties (zeventien, waarvan acht voor Murder, She Wrote) te hebben ontvangen zonder er een te hebben gewonnen. Ze werd wel in de Television Academy Hall of Fame opgenomen in 1996.
Na Murder, She Wrote speelde Lansbury voornamelijk theater. Zo was ze op hoge leeftijd te zien als Madame Arcati in Blithe spirit, wat haar in 2015 een Olivier Award opleverde. Af en toe dook ze nog eens op in films en series zoals Law & Order en Nanny McPhee.
In 1981 vertolkte zij voor Decca Records de rol van Mrs. Peachum op de plaatopname van John Gays The Beggar's Opera, naast onder meer Joan Sutherland en Kiri Te Kanawa.
In 1994 kreeg Lansbury van koningin Elizabeth de titel 'commandeur van de Orde van het Britse Rijk' en twintig jaar later de hogere rang van 'dame-commandeur'. In 1995 werd zij 'Disney Legende'. De acteursvakbond Screen Actors Guild gaf haar in 1997 een 'Lifetime Achievement Award' en in hetzelfde jaar kreeg zij de National Medal of Arts, de hoogste onderscheiding die een Amerikaans artiest kan krijgen. In 2000 ontving Lansbury de Kennedy Center Honors. In 2013 beloonde de Academy of Motion Picture Arts and Sciences haar met een ere-Oscar voor haar gehele filmcarrière. Op de Tony Awards van 2022 werd haar carrière geëerd met een ‘Lifetime Achievement Award’.

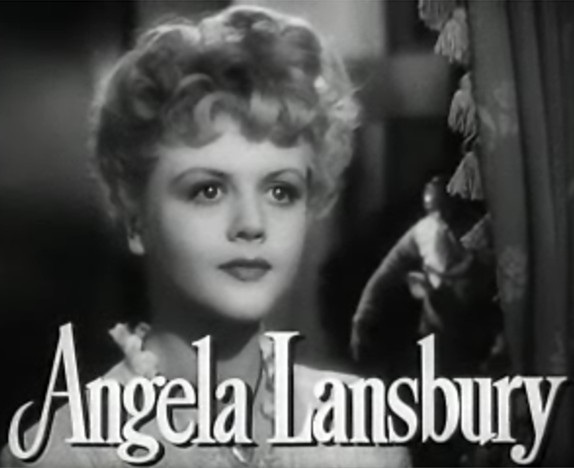
Angela Lansbury in de trailer van de film The Picture of Dorian Gray.

## Filmografie
- Gaslight (1944)
- National Velvet (1944)
- The Picture of Dorian Gray (1945)
- The Harvey Girls (1946)
- The Hoodlum Saint (1946)
- Till the Clouds Roll By (1946)
- The Private Affairs of Bel Ami (1947)
- If Winter Comes (1947)
- State of the Union (1948)
- The Three Musketeers (1948)
- Tenth Avenue Angel (1948)
- The Red Danube (1949)
- Samson and Delilah (1949)
- Kind Lady (1951)
- Mutiny (1952)
- Remains to Be Seen (1953)
- A Life at Stake (1954)
- The Purple Mask (1955)
- A Lawless Street (1955)
- The Court Jester (1956)
- Please Murder Me (1956)
- The Long, Hot Summer (1958)
- The Reluctant Debutante (1958)
- Summer of the Seventeenth Doll (1959)
- The Dark at the Top of the Stairs (1960)
- A Breath of Scandal (1960)
- Blue Hawaii (1961) met in de hoofdrol Elvis Presley
- Four Horseman of the Apocalypse (1962)
- All Fall Down (1962)
- The Manchurian Candidate (1962)
- In the Cool of the Day (1963)
- The World of Henry Orient (1964)
- Dear Heart (1964)
- The Greatest Story Ever Told (1965)
- The Amorous Adventures of Moll Flanders (1965)
- Harlow (1965)
- Mister Buddwing (1966)
- Something for Everyone (1970)
- Heksen & Bezemstelen ('Bedknobs and Broomsticks', 1971)
- Death on the Nile (1978)
- The Lady Vanishes (1979)
- The Mirror Crack'd (1980)
- The Last Unicorn (1982), stem
- The Pirates of Penzance (1983)
- Ingrid (1984) (documentaire over het leven van actrice Ingrid Bergman)
- The Company of Wolves (1984)
- Belle en het Beest (Beauty and the Beast, 1991), stem
- Your Studio and You (1995)
- Anastasia (1997), stem
- Fantasia 2000 (1999), een van de Disneygastpersonen
- About Schmidt (2002), stem
- Broadway: The Golden Age, by the Legends Who Were There (2003), documentaire
- Nanny McPhee (2005)
- Kingdom Hearts II (2006), video game, stem
- Mr. Popper's Penguins (2011)
- Mary Poppins Returns (2018)
- Glass Onion: A Knives Out Mystery (2022), cameo

## Televisie
- The Story of the First Christmas Snow (1975)
- Sweeney Todd: The Demon Barber of Fleet Street (1982)
- Little Gloria... Happy at Last (1982)
- The Gift of Love: A Christmas Story (1983)
- A Talent for Murder (1984)
- Lace (1984)
- The First Olympics: Athens 1896 (1984)
- The Murder of Sherlock Holmes (1984), pilot van Murder, She Wrote
- Murder, She Wrote (1984-1996)
- Rage of Angels: The Story Continues (1986)
- Shootdown (1988)
- The Shell Seekers (1989)
- The Love She Sought (1990)
- Mrs. 'Arris Goes to Paris (1992)
- Mrs. Santa Claus (1996)
- Murder, She Wrote: South by Southwest (1997)
- The Unexpected Mrs. Pollifax (1999)
- Murder, She Wrote: A Story to Die For (2000)
- Murder, She Wrote: The Last Free Man (2001)
- Murder, She Wrote: The Celtic Riddle (2003)
- The Blackwater Lightship (2004)
- Law & Order (2005), gastoptreden
- Little Women (2017)

## Toneel (Broadway)
- Hotel Paradiso (april - juli 1957)
- A Taste of Honey (oktober 1960 - september 1961)
- Anyone Can Whistle (april 1964)
- Mame (mei 1966 - januari 1969)
- Dear World (februari-mei 1969)
- Gypsy (september 1974 - januari 1975)
- The King and I (mei 1977 - december 1978)
- Sweeney Todd: the Demon Barber of Fleet Street (maart 1979 - juni 1980)
- A Little Family Business (december 1982)
- Mame (juli - augustus 1983)
- Short Talks on the Universe (november 2002)
- Oscar and the Pink Lady (maart 2006)
- A Little Night Music (december 2009)

## Plaatopname
- John Gay: The Beggar's Opera (1981), London Opera Chorus en National Philharmonic Orchestra o.l.v. Richard Bonynge, met Stafford Dean als Lockit, Michael Hordern als The player, Kiri Te Kanawa als Polly Peachum, Angela Lansbury als Mrs. Peachum, Alfred Marks als Mr. Peachum, Warren Mitchell als The Jailer & The Drawer, James Morris als Macheath, Regina Resnik als Mrs. Trapes en Joan Sutherland als Lucy Lockit.

## Prijzen

### Academy Award voor beste vrouwelijke bijrol
Genomineerd:
- Gaslight, 1945
- The Picture of Dorian Gray, 1946
- The Manchurian Candidate, 1962

### BAFTA Awards
Gewonnen:
- Britannia Award (Lifetime Achievement, 2003)

Genomineerd:
- Beste tegenspeelster voor Death on the Nile, 1978

### Emmy Awards
Genomineerd:
- Beste gastactrice in een serie (voor de rol van Eleanor Duvall in "Law & Order: Trial by Jury", 2005)
- Beste tegenspeelster in een miniseries of film (The Blackwater Lightship, 2004)
- Beste hoofdrolspeelster voor Murder, She Wrote, 12 keer (1985 tot en met 1996)
- Beste individuele prestatie in een variété- of muziekprogramma, 3 keer (1983, 1987, 1990)
- Beste hoofdrolspeelster in een miniserie of film (Little Gloria... Happy at Last, 1983)

### Golden Globes
Gewonnen:
- Beste optreden van een actrice in een televisieserie - Drama voor Murder, She Wrote in 1985, 1987, 1990 en 1992)
- Beste tegenspeelster (The Manchurian Candidate, 1963)
- Beste tegenspeelster (The Picture of Dorian Gray, 1946)

Genomineerd:
- Beste optreden van een actrice in een televisieserie - Drama voor Murder, She Wrote in 1986, 1988, 1989, 1991, 1993 en 1995)
- Beste tegenspeelster in een miniseries of televisiefilm (A Gift of Love: A Christmas Story, 1983)
- Beste filmactrice - musical/komedie (Bedknobs and Broomsticks, 1972)
- Beste filmactrice - musical/komedie (Something for Everyone, 1970)

### National Board of Review
- Beste tegenspeelster (Death on the Nile, 1978)
- Beste tegenspeelster (All Fall Down en The Manchurian Candidate, 1962)

### Tony Award
Gewonnen: 

Beste hoofdrol voor een actrice in een musical voor
- Mame, 1966
- Dear World, 1969
- Gypsy: A Musical Fable, 1975
- Sweeney Todd, 1979

Beste bijrol voor actrice in een toneelstuk
- Blithe Spirit, 2009

Genomineerd in 2007 als beste actrice in een toneelstuk voor Deuce en in 2010 als beste actrice in een bijrol in een musical voor A Little Night Music.